# Piaba de Cunhaú
Piaba de Cunhaú, também conhecida como Piaba de Cunhanhú, Piaba de Kunhay e pelo nome cristão Francisca Custódia de Brito, foi uma nativa ameríndia de etnia Tabajara cujo nascimento e morte se deram em data ignorada no local hoje conhecido como Rio Grande do Norte.

## Biografia
A ameríndia Piaba é - assim como Muira Ubi - uma das poucas mulheres de etnia Tabajara cujo nome não sofreu total apagamento histórico, e é constatada como uma das ancestrais de parte significativa do povo da Região Nordeste do Brasil. Nascida e morta em ano desconhecido, sabe-se contudo que viveu no século XVIII, por conta do estudo genealógico realizado pelo historiador Barão de Studart sobre o casamento da índia Piaba com um português, Custódio de Brito Barbosa.Conforme esclarece o historiador Barão de Studart, ao elencar os muitos descendentes da índia Piaba, foi ela uma índia nascida em aldeia Tabajara e filha do cacique Morubixaba (posteriormente batizado de Estêvão Barbosa) e da índia Rita Estrela. Seu nome original, Kunhay, é a razão pela qual seu local de nascimento é hoje chamado de Barra de Cunhaú. O termo se origina da língua tupi: água de mulher (cunhã, mulher + y, água).
Por seu casamento com o português, foi batizada na Igreja Católica com o nome de Francisca Custódia de Brito, sendo este casal um bom exemplo da miscigenação colonial que gerou milhares de nordestinos. Conforme elucida o genealogista Raimundo Torcapio, Estevam Barbosa, do Rio Grande do Norte, Cacique Chefe d’Aldeia Natal, e sua mulher D. Rita da Estrella tiveram a filha Francisca Piaba de Cunhahu, nome que mudou para Francisca Barbosa Custodio, por ter casado com o portuguez Custodio de Brito, cuja filha Antonia Rita (ou Joanna) de Brito casou com outro portuguez Lourenço de Sá e Souza.

## Descendentes
Personagem constante em estudos genealógicos sobre o povo nordestino, a história da índia Piaba serviu de inspiração para a criação da banda de carimbó Descendentes da Índia Piaba, que reúne musicistas que dela descendem e resolveram homenagear a ancestral indígena. O conjunto musical une clássicos da guitarra a canções autorais, definindo-se como um "carimbó punk".